# Yaya Sanogo
Yaya Sanogo (ur. 27 stycznia 1993 w Massy) – francuski piłkarz pochodzenia iworyjskiego występujący na pozycji napastnika w armeńskim klubie Urartu Erywań. W swojej karierze grał także w takich zespołach, jak AJ Auxerre, Arsenal, Crystal Palace, AFC Ajax, Charlton Athletic, Toulouse oraz Huddersfield Town. Ma za sobą liczne występy w młodzieżowych i juniorskich reprezentacjach Francji. Był także kapitanem reprezentacji Francji do lat 17.

## Statystyki kariery
(aktualne na dzień 15 maja 2016)
| Klub                     | Sezon              | Liga               | Liga  | Liga   | Puchar kraju | Puchar kraju | Puchar ligi | Puchar ligi | Europa | Europa | Inne  | Inne   | Suma  | Suma   |
| Klub                     | Sezon              | Liga               | Mecze | Bramki | Mecze        | Bramki       | Mecze       | Bramki      | Mecze  | Bramki | Mecze | Bramki | Mecze | Bramki |
| ------------------------ | ------------------ | ------------------ | ----- | ------ | ------------ | ------------ | ----------- | ----------- | ------ | ------ | ----- | ------ | ----- | ------ |
| AJ Auxerre               | 2009/10            | Ligue 1            | 1     | 0      | 1            | 0            | 0           | 0           | –      | –      | –     | –      | 2     | 0      |
| AJ Auxerre               | 2010/11            | Ligue 1            | 0     | 0      | 0            | 0            | 0           | 0           | 0      | 0      | –     | –      | 0     | 0      |
| AJ Auxerre               | 2011/12            | Ligue 1            | 7     | 1      | 0            | 0            | 2           | 0           | –      | –      | –     | –      | 9     | 1      |
| AJ Auxerre               | 2012/13            | Ligue 2            | 13    | 10     | 0            | 0            | 0           | 0           | –      | –      | –     | –      | 13    | 10     |
| Arsenal                  | 2013/14            | Premier League     | 8     | 0      | 4            | 0            | 0           | 0           | 2      | 0      | –     | –      | 14    | 0      |
| Arsenal                  | 2014/15            | Premier League     | 3     | 0      | 0            | 0            | 0           | 0           | 2      | 1      | 1     | 0      | 6     | 1      |
| Crystal Palace (wyp.)    | 2014/15            | Premier League     | 10    | 0      | 1            | 1            | 0           | 0           | –      | –      | –     | –      | 11    | 1      |
| AFC Ajax (wyp.)          | 2015/16            | Eredivisie         | 3     | 0      | 0            | 0            | –           | –           | 3      | 0      | –     | –      | 6     | 0      |
| Charlton Athletic (wyp.) | 2015/16            | Championship       | 8     | 3      | 0            | 0            | 0           | 0           | –      | –      | –     | –      | 8     | 3      |
| Ogólnie w karierze       | Ogólnie w karierze | Ogólnie w karierze | 53    | 14     | 6            | 1            | 2           | 0           | 7      | 1      | 1     | 0      | 69    | 16     |

## Sukcesy

### Arsenal
- Puchar Anglii: 2013/14
- Tarcza Wspólnoty: 2014

### Francja
- Mistrzostwo Świata do lat 20: 2013